# Физикохимия на повърхностите
Физикохимия на повърхностите , понякога и като наука за повърхностите (на английски: surface science)  е изучаването на физичните и химични явления, които се проявяват на две гранични повърхности , включително твърди-течни, твърди-вакуумни, течни-газови гранични повърхности. Включва полетата на химия на повърхностите и физика на повърхностите . Някои свързани практически приложения са класифицирани като инженеринг на повърхности.
Изследването и анализът на повърхностите включва едновременно физични и химични аналитични техники.